# Bartolomeu da Costa (tesoureiro-mor da Sé de Lisboa)
Bartolomeu da Costa (Castelo Branco, 24 de Agosto de 1553 – Lisboa, 27 de Março de 1608) foi cónego e Tesoureiro-mor da Sé de Lisboa e é um benfeitor da Santa Casa da Misericórdia de Castelo Branco. Instituiu na casa de sua família, na rua d'Ega em Castelo Branco, um hospital que ficou anexo à da Misericórdia da então vila e que mais tarde se denominou Hospital dos Convalescentes.

## Família
Era filho de Simão da Costa e de Catarina da Costa, Por sua vez Simão da Costa era sobrinho de D. Álvaro da Costa (Camareiro e armador-mor de D. Manuel I) e Catarina da Costa era sobrinha neta de D. Jorge da Costa (o Cardeal de Alpedrinha).
Embora o ramo de que descendia o pai de Bartolomeu da Costa não fosse muito abastado, Simão da Costa inseria-se numa família rica e detentora de um grande poder em Lisboa, na medida em que esta, graças às funções de D. Álvaro da Costa, irmão de sua mãe, alcançara a via do enriqueciento muito significativo.
Por seu lado, a mãe de Bartolomeu da Costa, Catarina da Costa, descendia de uma meia irmã de D. Jorge da Costa: deste modo, pertencia a uma linhagem iniciada pelo Cardeal de Alpedrinha, o qual marcou a vida  política, eclesiástica e cultural portuguesa na seguda metade do séc. XV e da primeira década do séc. XVI.

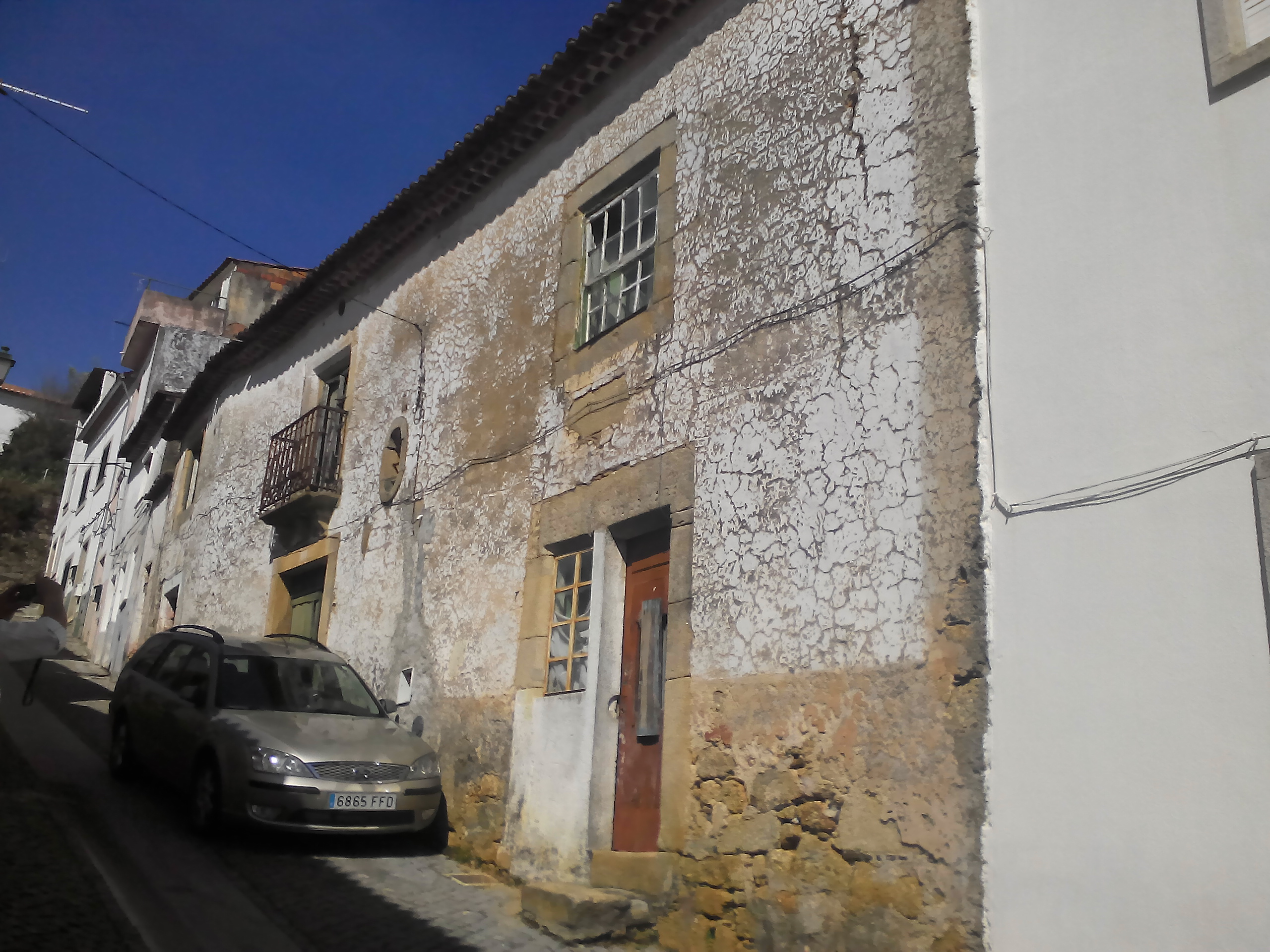
Casa do Tesoureiro Santo na rua d'Ega, em Castelo Branco. Casa de família de Bartolomeu da Costa, local onde instituiu o seu hospital

Assim, Bartolomeu da Costa pertencia, pelo lado materno, a uma família poderosa e influente a nível eclesiástico e, pelo lado paterno, a uma família rica e poderosa do ponto de vista político.

## Vida[6]
Na sua infância, em Castelo Branco, revelou ser uma criança muito meiga, não era dada a brincadeiras ou passatempos. Quis ser religioso e tentou obter a autorização dos pais para tomar o habito no Convento de S. Francisco.
Em 1577 foi estudar para a Universidade de Coimbra, onde se inscreveu no curso de teologia, embora continuasse a desejar ser religioso. Durante a sua estadia em Coimbra nunca lhe faltaram meios, mas todos eram poucos para distribuir pelos pobres. Em Coimbra foi ordenado Sacerdote e continuou as obras de caridade que exercia desde criança.
Em 1584, após obter a licenciatura, mudou-se para Lisboa, onde foi servir como coadjutor do Tesoureiro-mor da Sé até se tornar ele mesmo o Tesoureiro-mor. Enquanto cónego tinha disponível uma avultada renda, mas tudo destinava aos pobres. Enquanto estava em Lisboa (talvez por volta de 1590) instituiu na casa de sua família, em Castelo Branco, um hospital.

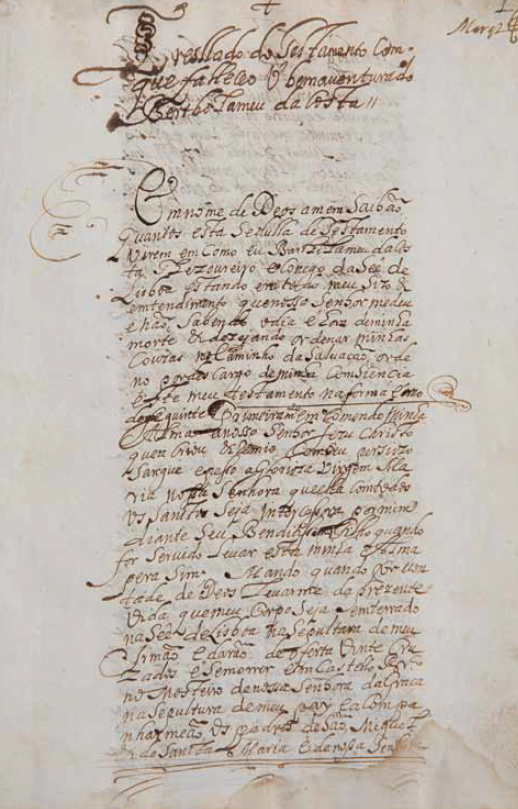
Traslado do testamento de Bartolomeu da Costa

O comportamento e as linhas de acção de Barolomeu da Costa traduziram a uma decisão de forte renuncia a todo um quadro não só de uma poderosa e influente dinastia eclesiástica, como também de uma família cívil rica e não menos poderosa. Pese embora o facto de ter aceite o cargo de Tesoureiro-mor, o qual obviamente lhe assegurou benefícios, Bartolomeu da Costa, cujo ideal de vida perfeita era pautado pelo exercício das virtudes e de práticas espirituais e devotas, tentou inverter essa situação na medida em que empregou a sua fortuna e património na asistencia aos pobres e na fundação de obras pias, como o seu hospital em Castelo Branco. As suas virudes e o seu zelo pastoral traduziram efectivamente a figura de um sacerdote exemplar, Deste modo o seu caso parece ilustrar como a perfeição cristã, que lhe asseguraria a salvação eterna,  era algo acessível a todos os fiéis e possível em todos os estados..
Na sua alma de ouro puro, cabiam todas as virtudes, aberta e escancarada a todo o mundo, no seu desprezo por ele, na sua regra inalterável de humildade, na sua vida branca de pureza e castidade— José Lopes Dias
.

## Morte[6]
Por ocasião de sua morte o Cabido da Sé de Lisboa, reunido sob a presidência do Ilustríssimo D. Miguel de Castro, arcebispo de Lisboa, inscreveu no calendário, com grande aplauso de todos, o seguinte: 
Neste dia 27 de Março de 1608 faleceu Bartolomeu da Costa, tesoureiro e cónego desta Sé. Varão de santos costumes, insigne na caridade para com os pobres, admirado pelo desprezo de si e das coisas mundanas, foi universalmente aclamado santo pelo povo. As suas vestes foram rasgadas e levadas como relíquias. Foi sepultado junto à sacristia. Para ornamento do templo, legou 750 moedas
Pessoas devotas mandaram retratá-lo na esperança de, com o retrato, poderem remediar as saudades do Tesoureiro. Os capitulares levaram o ataúde nos seus ombros até à Sé e, para que fosse visto por todos, destaparam-no, logo caindo sobre ele inúmeras lágrimas de um sentimento de perda irremediável: lamentado pelos pobres e aclamado santo pelo povo.
Enquanto durou o ofício na capela-mor, eram tantas as pessoas que queriam beijar os pés e as mãos do Santo Tesoureiro e tocar com rosários o seu rosto, que só com dificuldade se podia chegar até ele. Apesar do corpo estar guardado pelo Cabido, as pessoas cortavam-lhe pedaços da alba e da camisa e arrancavam-lhe cabelos, levavam o que podiam de tal maneira que, quando o enterraram, faltavam já peças do seu vestuário sacerdotal. As pessoas que não conseguiam chegar perto do corpo choravam.
Tendo terminado as cerimónias, o Cabido tentou tirar o seu corpo da capela-mor para rezar o responso, mas as pessoas eram tantas que isso não foi possível. Então levou o corpo de novo para a capela-mor, para junto do altar de S. Vicente, e fecharam as grades para não se poder entrar. Toda a gente demonstrava um grande amor pelo Santo Tesoureiro e pediam que se deixasse estar ali o corpo até à tarde do mesmo dia. Porém, logo se lhe deu sepultura com a intenção de depois levar o corpo até ao seu hospital, em Castelo Branco, porque «já que ali não chegara a servir os pobres em vida, os podia servir com a presença do seu corpo, por cujo respeito os doentes alcançariam de Deus a saúde».
Por testamento indicou o lugar onde desejava ser sepultado: «...que meu corpo seja enterrado na Sé de Lisboa, na sepultura de meu irmão e se morrer em Castelo Branco no mosteiro de N.ª Sr.ª da Graça, na sepultura de meu pai..». Após o seu funeral, depois de lido com atenção o seu testamento, terá sido cumprida a sua vontade e o seu corpo ficou sepultado em Lisboa, com grandes probabilidades no interior da Sé. À devastação do Terramoto de 1755 seguiram-se os danos das obras de restauro na década de 30 do séc. XX que, no que diz respeito a campas rasas, poucas deixaram à vista. Existe a possibilidade da lápide sepulcral de Bartolomeu da Costa se encontrar depositada no Carneiro.

## Legado
Perdoou as dívidas a todos os que lhe deviam dinheiro e deixou à Misericórdia da sua terra natal consideráveis bens para esta construir um hospital para os seus próprios doentes, que permitiram à Misericórdia de Castelo Branco abandonar a pobreza que há mais de um século a impedia de prestar um verdadeiro serviço à comunidade  .

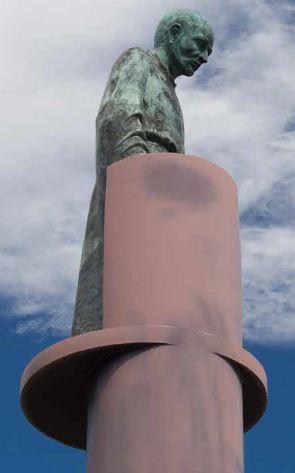
Estátua Bartolomeu da Costa

O seu gesto magnífico, além do grande valor intrínseco abriu um proveitoso exemplo à larga série de benemerências que se seguiram e multiplicaram em favor da Misericórdia. Os bons exemplos também são contagiosos.— José Lopes Dias

## Bartolomeu da Costa na actualidade
Bartolomeu da Costa fundou um Hospital mas, pelo impulso que o seu legado deu ao Hospital da Misericórdia após quase um século de fracos recursos embora de nobilíssimos propósitos, também merece considerar-se o fundador da Santa Casa— José Lopes Dias.

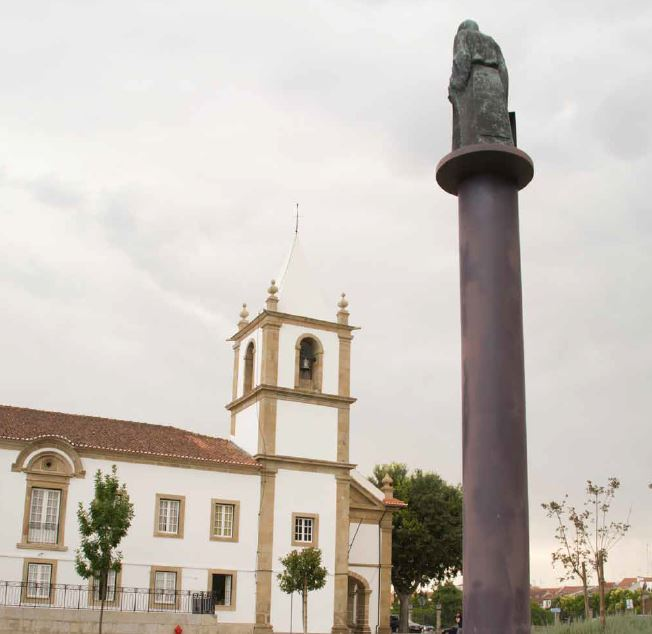
Monumento a Bartolomeu da Costa, Junto à sede da Santa Casa da Misericórdia de Castelo Branco

Até à estatização dos cuidados de saúde em 1974, o hospital da cidade de Castelo Branco - o hospital da misericórdia, que desde 1835 estava instalado no Convento de N.ª Sr.ª das Graças - tinha o seu nome.
Foi eleito, pela V Mordomia da Santa Casa da Misericórdia de Castelo Branco, o patrono das comemorações do V Centenário da Instituição e, reconhecendo o impulso que o seu legado deu, foi-lhe dedicada uma estátua.